# ラジふぁぼ
『ラジふぁぼ』（らじふぁぼ）は、2021年10月4日から2022年9月30日までニコニコ生放送（Phononチャンネル）で配信されていたインターネットラジオ番組。
また、『ラジふぁぼ 2nd Season』の放送が2022年10月31日より予定されている。ラジふぁぼとは異なり、Youtubeで配信が行われる他、ニコニコ動画ではまとめ動画の配信が行われる。

## 番組概要
毎週月曜日から金曜日までの帯放送で映像付きのラジオ番組。曜日替わりで新人声優5人がパーソナリティを担当する。
2021年9月16日に番組の発表がされ、9月25日にパーソナリティのお披露目生放送が行われた。
番組テーマは「ふとした日々で起きたコト、経験したコトを友達同士のようにラジオを通して伝え合いませんか？「いいね！」が溢れる映像付き声優ラジオ番組！」。

番組タイトルの「ラジふぁぼ」はラジオのラジとfavorite（お気に入り）のfav（ふぁぼ）が由来となっている。
番組の総称は「ラジふぁぼ」だが各曜日の番組名は「パーソナリティ名＋のラジふぁぼ～放送曜日～」の構成となっている。各曜日の番組名は以下の通り。
- 天海由梨奈のラジふぁぼ～月曜日～
- 星谷美緒のラジふぁぼ～火曜日～
- 首藤志奈のラジふぁぼ～水曜日～
- 七海こころのラジふぁぼ～木曜日～
- 並木さくらのラジふぁぼ～金曜日～

番組は全編有料でニコニコ生放送にて放送されている。各曜日初回放送は全編無料にて放送された。
番組の配信前日および配信当日にはラジふぁぼ公式Twitterにて収録時に撮影された画像や動画が公開される。
2022年8月24日、番組卒業イベントを2022年10月2日に開催することが発表された。

### 配信時間
月曜日 - 金曜日 21:00 -

番組開始当初は30分～40分程度の番組だったが徐々に放送尺が伸びており、現在はおよそ45分～60分程度の番組となっている。
放送尺は45分。ゲスト回は通常回より20分～40分ほど長い。番組の各曜日ディレクターが放送時も対応を行っており、番組終了後にディレクターがリスナーとコメントでやりとりをすることもある。

#### アーカイブ
毎週末、アーカイブがニコニコ動画の声優番組レーベルPhononチャンネルに掲載される。アーカイブの掲載ペースは本放送から約2ヶ月遅れとなっている。

#### ラジふぁぼダイアリー
- 【ラジふぁぼダイアリー#1】 - YouTube
- 【ラジふぁぼダイアリー#2】 - YouTube

冬のMC全員集合SP前のおさらいとして過去動画の切り抜き動画が公開された。全2回。

#### おまけ
火曜日 星谷美緒
- 【おまけ第22回】星谷美緒のラジふぁぼ～火曜日～ - ニコニコ動画

星谷美緒のラジふぁぼ第22回（2022年3月1日）のみ、本放送で放送しきれなかった分のおまけ動画が掲載されている。

#### 総集編
水曜日 首藤志奈
- 第44回（2022年8月3日）、第45回（2022年8月10日）

首藤志奈が新型コロナウイルス発症により収録ができなかったため、総集編を放送。

#### ラジふぁぼダイジェスト＆感想チャット会
2022年10月2日に実施されたラジふぁぼ卒業イベントにてラジふぁぼダイジェスト＆感想チャット会の実施が告知された。
- ラジふぁぼ上半期ダイジェスト＆感想チャット会[8]

ラジふぁぼ第1回～第27回までを各曜日約30分でまとめられたダイジェストの放送およびダイジェスト終了後にチャットでの感想会が番組ディレクターが参加の上実施された。またダイジェスト終了時に2022年10月15日に重大発表がある旨の発表がされた。
- ラジふぁぼ下半期ダイジェスト＆感想チャット会

ラジふぁぼ第28回～第52回までを各曜日約30分でまとめられたダイジェストの放送およびダイジェスト終了後にチャットでの感想会が番組ディレクターが参加の上実施された。また来ジェスト終了時にラジふぁぼ2nd Seasonの発表がされた。

#### 各曜日ミニコーナーまとめ
各曜日のミニコーナーをまとめた動画がyoutubeにプレミア公開で投稿された。
- 【天海のラジふぁぼ】『セリフジングル』コーナーまとめ あなたの好きな天海さんのセリフありましたか? - YouTube
- 【星谷のラジふぁぼ】『今週のテーマトーク』惜しかったTOP5！ - YouTube
- 【首藤のラジふぁぼ】『ここ最近の失敗！』コーナーまとめ　みなさんもこんな経験しますよね？ - YouTube
- 【七海のラジふぁぼ】『早口言葉チャレンジ』1年間のキセキ　新人声優が早口言葉に挑戦しました!! - YouTube
- 【並木のラジふぁぼ】『#並木さくら』優秀大喜利作品一挙公開！ - YouTube

## パーソナリティ

### ラジふぁぼ
並木さくら以外の全員が、この番組が自身初の単独でパーソナリティを務めるラジオ番組となる。

2本撮りの収録となっているが並木は収録回ごとに衣装を変更している。
| 曜日   | パーソナリティ | 愛称     | 初回放送日    | 曜日カラー       | キャッチフレーズ                         | 所属事務所      |
| ------ | -------------- | -------- | ------------- | ---------------- | ---------------------------------------- | --------------- |
| 月曜日 | 天海由梨奈     | あまちゅ | 2021年10月4日 | パステルグリーン | 好きなアウトドアはポメちゃんの散歩月曜日 | 81プロデュース  |
| 火曜日 | 星谷美緒       | みおた   | 2021年10月5日 | パステルイエロー | えびばでぃパッション☆かむばっく青春!!    | 俳協            |
| 水曜日 | 首藤志奈       | しゅきな | 2021年10月6日 | パステルパープル | しゅきしゅき大しゅきしゅいようび         | ラクーンドッグ  |
| 木曜日 | 七海こころ     | みここ   | 2021年10月7日 | パステルブルー   | 心に癒やしを届ける木曜日！               | ヴィムス        |
| 金曜日 | 並木さくら     | さくち   | 2021年10月8日 | パステルピンク   | さくちは姫なる練習中きんようび！         | シグマ・セブンe |

### ラジふぁぼ 2nd Season
| 担当月 | パーソナリティ | 愛称               | 初回放送日     | 所属事務所                       |
| ------ | -------------- | ------------------ | -------------- | -------------------------------- |
| 11月   | 真野美月       | まのみん           | 2022年10月31日 | 尾木プロ THE NEXT                |
| 12月   | 香坂さき       | さっきー           | 2022年11月28日 | AIR AGENCY                       |
| 1月    | 吉咲みゆ       | みゆぴす           | 2023年1月2日   | ホーリーピーク                   |
| 2月    | 水野朔         | さくぴ             | 2023年1月30日  | ソニー・ミュージックアーティスツ |
| 3月    | 荻野葉月       | はーちゃん、おはづ | 2023年3月6日   | 81プロデュース                   |
| 4月    | 熊田茜音       | 熊ちゃん           | 2023年4月3日   | Apollo Bay                       |

## コーナー
声優番組レーベルPhononチャンネルのブロマガにて各コーナのメール募集を行っている。
同一のブロマガ記事の内容を書き換える形で募集を行っているため、ブロマガから過去のコーナーや募集時のスタッフコメント等の確認をすることはできない。

### 各曜日共通のコーナー
- バチボコ！ラジふぁぼチャンピオン！
各曜日第28回（2022年4月11日 - 4月15日）から開始。
各曜日パーソナリティが決められたテーマでバチボコ競ってチャンピオンを目指す帯コーナー。

### パーソナリティごとのコーナー

#### 月曜日 天海由梨奈
- あ〜メンドクさーい
隔週コーナー。
第2回（2021年10月11日）から開始。
日々面倒くさいと思っているものや、あるあるを募集。
天海の共感度に応じてサンプラーの「あ〜メンドクさーい」が押される。
天海がコーナーの際にリスナーの「あ〜メンドクさーい」ボイスを聴いてみたいといったことから非公式ながらもリスナーのボイスの募集および紹介がされるようになった。

- 今週のセリフジングル
第2回（2021年10月18日）から開始。第52回（2022年9月27日）で終了。全51回。
リスナーから募集したセリフおよびシチュエーションのジングルを行うコーナー。
第12回（2021年12月20日）にセリフジングルの振り返りを行った。

- 家から私を連れ出して
不定期コーナー。
第4回（2021年10月25日）から開始。
インドア派の天海がアウトドア派になるような外の遊びを募集。

- べふみ
隔週コーナー。
第19回（2022年2月7日）から開始。
「BESTふぁぼMUSIC」、略して「べふみ ！」。
毎回発表されるテーマに沿った楽曲紹介メールを募集。Twitterでの募集も行っている。
天海のべふみとリスナーのべふみが紹介される。
以下、ニコニコ動画内、声優番組レーベルPhononチャンネルのブロマガにてこれまでに寄せられた楽曲の一覧が掲載されている。（番組内で紹介されていないものを含む。Twitterにて投稿されたものは含まれない。）
ラジふぁぼ月曜 べふみ楽曲一覧

- 〇〇しか勝たん！！
第28回（2022年4月11日）から開始。
第27回まで実施されていた「ポメちゃんしか勝たん！！」コーナーからポメちゃん縛りをなくし、天海が最近〇〇しか勝たん！と思ったトークをするコーナー。

- 天海の妄想異世界転生
隔週コーナー。
第28回（2022年4月11日）から開始。
リスナーから募集した「転生先」と「能力」をボックスから引き、引いたもので即興のストーリーを考えるコーナー。
「転生先」は人、動物、もの等を意図したものであったがリスナーから送られてきたお便りの「転生先」が、それらではなく「転生する世界」のものが多かったため、あわせて「転生する世界」についても随時募集する形となった。

- ごはんに合いそうなおかず＆ごはんのお供
不定期コーナー。
ごはんに合いそうなおかずとごはんのお供を募集。
募集されたものの中から実際にスタッフが用意をして天海が実食することもある。

#### 火曜日 星谷美緒
- 「今週の第一声！」
第2回（2021年10月12日）から開始。
番組冒頭でに第一声を叫ぶ。その第一声に関するトークをするコーナー。

- 今週のテーマトーク！
第28回（2022年4月12日）から開始。第51回（2022年9月20日）で終了。全23回。
尺があればあるだけ使ってしまう星谷が決められたお題を3分間ぴったりでテーマトークする体内時計強化コーナー。
3つのお題から1つを選びトークをする。話し始めから終わりまでの時間を計測する。トークは必ず締めること。トーク終わりでタイムを発表し、尺の誤差が前後5秒なら及第点。連続3回成功またはぴたり賞でご褒美がもらえる。コーナー開始当初は誤差5秒以内だったが、途中でルールが緩和され誤差10秒以内なら成功となった。コーナー開始から現在までご褒美は1度も獲得できていない。

- それはミオ・ホシタニに聞いてみないとね
隔週コーナー。
第44回（2022年8月2日）から開始。
思いつめない程度のライトなお悩み・質問をリスナーから募集し、ミオ・ホシタニが軽い気持ちで答えていくコーナー。

- みんなで青春しよう！
隔週コーナー。
第29回（2022年4月20日）から開始。
火曜日の妄想コーナー・第2弾。
毎回発表されるお題を元にした学校が舞台となるミオ・ホシタニの妄想エピソードを募集。
星谷が送らててきた妄想エピソードを膨らませて即興でストーリーを考える。

- 星谷さんのおひるごはん
不定期コーナー。
第3回（2021年10月19日）から開始。
第1回はコーナー発表のみ。
リスナーのコーナー案お便りが採用されて始まったコーナー。
お昼に食べるものを迷う星谷におすすめのコンビニごはんまたはお店のテイクアウトメニューを紹介するお便りを募集。募集されたものの中から実際にスタッフが用意をして星谷が実食することもある。

#### 水曜日 首藤志奈
- 深堀り志奈さん！
不定期コーナー。
第3回（2021年10月20日）から開始。
テーマ自由で首藤に聞きたい質問を募集し、その質問に首藤が答えていくコーナー。

- テーマメール
第10回（2021年12月6日）から開始（？）。
毎回発表されるテーマに沿ったお便りを募集。

- 厨二病診断Dr.しゅきな
不定期コーナー。
第20回（2022年2月16日）から開始。
Dr.しゅきながリスナーから募集した厨二病エピソードを病状3段階で診断するコーナー。
一番重い病状（レベル3）と診断された回数が3回になると二つ名をプレゼントされる。当初は3回で二つ名プレゼントだったが、難易度が高く3回診断されるリスナーがなかなか現れないため2回でプレゼントとされた。現在、二つ名がプレゼントされたリスナーは1名のみ。

- ちょろくないぞ！しゅきなちゃん！
隔週コーナー。
第28回（2022年4月13日）から開始。
「首藤志奈のしゅきなもの～」のコーナー趣旨が変わってきたことでコーナー名が変更された。内容については大きな変化はない。
毎回発表されるジャンルの中から首藤がなびいてしまうような「好きなもの」を募集。
首藤が「好きなもの」とリスナーから送られてきた「好きなもの」を比較してなびいたかどうかを判定する。

- ここ最近の失敗
第28回（2022年4月13日）から開始。第52回（2022年9月27日）で終了。全21回。基本的には毎週実施しているが実施しなかった回が3週がある。
番組冒頭で首藤が最近した失敗について話をするコーナー。

- 「ずばっと解決！しゅきなちゃん！」
隔週コーナー。
第29回（2022年4月21日）から開始。
神童と呼ばれるしゅきなちゃん（6才）がリスナーから届いたこの世界の不思議や日常生活での不安、疑問など幅広い質問にズバット答えてくれるコーナー。

#### 木曜日 七海こころ
- 『早口言葉チャレンジ』
第3回（2021年10月21日）から開始。第51回（2022年9月21日）で終了。全42回。基本的には毎週実施しているが実施しなかった回が6週がある。
お披露目生配信時を見たリスナーのお便りからコーナー化した。
リスナーから募集した早口言葉に七海がチャレンジするコーナー。3回連続成功でご褒美が、3回連続失敗で罰ゲームがある。

- 「ウソしかない次回予告」
第15回（2022年1月27日）から開始。
第15回はお試しで実施。
七海が様々な役に挑戦してスキルアップを目指すため、リスナーが考えた"七海こころのラジふぁぼ"のウソ次回予告を募集。
番組のエンディング前に実際に七海が演じた次回予告がON AIRされる。

- 勝手に!妖怪イラスト検定
第17回（2021年2月10日）のみ。
出題された妖怪の名前から七海が想像で妖怪のイラストを書き、そのイラストがどれだけ出題された妖怪に似ているかで何級かを判定するコーナー。特級、1級から5級まである。

- 『デビルみここに叱られたい！』
第28回（2022年4月14日）から開始。
リスナーから「やらかしたこと」、「懺悔したいこと」を募集。
悪魔となった七海が叱ってくれる新しい癒やしへ誘うコーナー。
「プチデビル」ボタンと「キングデビル」ボタンがあり、リスナーから寄せられた懺悔にあわせて七海がどちらかのボタンを押す。押したボタンのデビルに変身する。

- 『スマイルクエスト』
隔週コーナー。
第29回（2022年4月21日）から開始。
絶対に笑わない七海姫をリスナーが勇者となってたった一言、一文で笑わせて笑顔を取り戻す難関クエストに挑むコーナー。

- 『目指せ！ベストセラータイトル』
隔週コーナー。
第32回（2022年5月12日）から開始。
毎回発表されるジャンルに沿った本好きの七海さんが思わず惹かれる"架空のキャッチーな本のタイトル"を募集。
そのタイトルから七海が作品の内容を妄想するコーナー。
毎回3,4タイトル紹介され、その中から「みここベストセラータイトル」が選出される。最終選考の3,4タイトルから落ちたタイトルの中から七海が気に入ったものが紹介されることもある。
非公式ながらも「みここベストセラータイトル」に選ばれたリスナーがタイトルのあらすじを送ると紹介される（あくまでも任意であり絶対ではない）。

#### 金曜日 並木さくら
- #並木さくら
隔週コーナー。
第3回（2021年10月22日）から開始。第52回（2022年9月30日）で終了。第1回（2021年10月8日）はコーナー紹介時に初回テーマの発表のみ実施。第4回（2021年10月29日）より隔週で実施。全26回。
並木の写った写真に一言セリフをつける大喜利コーナー。
並木が独断と偏見で選んだ優秀作品はラジふぁぼ公式Twitterに掲載される。

- さくちの自撮りチェック
随時非公式コーナー。
第13回（2021年12月31日）から開始。
並木がリスナーの自撮りをみたいといったことから、実際にリスナーが自撮りを送ったことで始まったコーナー。[11]
お便り募集のブロマガ、投稿フォームにも記載があるがあくまでも非公式のコーナー。
リスナーの自撮りを並木が採点、評価する。並木がリスナーの自撮りをカメラに見せるが規制されるため、実際に放送に映るのことはない。

- 今週のさくちニュース
随時コーナー。
第28回（2022年4月15日）から開始。
番組冒頭に並木に関するニュースを知らせるコーナー。

- 並木さくらのボイスサンプル！
第28回（2022年4月15日）から開始。
「声優 並木さくら」からリニューアルされたコーナー。
声優・並木さくらのさまざまな「声」を知ってもらうため、リスナーからリクエストのあった設定とセリフを声あてするアテレココーナー。

- さくちの脳レべち！
第29回（2022年4月22日）から開始。
隔週コーナー。
日々刺激を求める並木さくら姫にリスナーのエピソードやプレゼンで刺激を与え、脳汁を出させるお便りを募集するコーナー。
並木、刺激、興味、学び、クセの5つの項目が5段階で評価されるが、しばしば上限を越えている。

- さくちに聞いてほしいコイバナ&恋愛相談
随時非公式コーナー。
第34回放送時の「#並木さくら」コーナー中に並木がリスナーの恋バナを聞きたいといったことから始まったコーナー。
お便り募集のブロマガ、投稿フォームにも記載があるがあくまでも非公式のコーナー。
並木が恋バナにコメント、恋愛相談に乗って回答をする。

- ショートショート
随時非公式コーナー。
リスナーからフリージャンルでショートショートのストーリーを募集。

### 過去に実施していたコーナー

#### 各曜日共通のコーナー
- あつまれ！ラジふぁぼカフェ！！
各曜日第1回（2021年10月4日 - 10月8日）から開始。第27回（2022年4月4日 - 4月8日）で終了。
みんなが集まるラジふぁぼカフェの伝言板に寄せられた各曜日パーソナリティの相談について考える帯コーナー。スタッフから寄せられた相談もある。
最終週である第52回（2022年9月26日 - 9月30日）に特別企画として復活してコーナーが実施された。

#### 月曜日 天海由梨奈
- 天海由梨奈に聞きたい10の質問！
第1回（2021年10月4日）のみ。
天海に聞きたい10個の質問に答え、天海が気になったものについて深掘りしていくコーナー。

- なんでも相談室！
第3回（2021年10月18日）のみ。
合理的な性格？の天海がリスナーからの相談を合理的に答えていくコーナー。

- ポメちゃんしか勝たん！！
第6回（2021年11月8日）から開始。第27回（2022年4月4日）で終了。
天海家で飼われているポメラニアンに関する話をするコーナー。

- ズバッと！なんでも相談室！
第6回（2021年11月8日）から開始。第26回（2022年3月28日）で終了。
合理的な性格？の天海がリスナーからの相談を合理的に答えていくコーナー。
第3回放送で行われた「なんでも相談室！」でのスタッフからの相談でコーナー名が変更となった。

- 天海のラジふぁぼ通信簿
第13回（2021年12月27日）のみ。
番組開始からの3ヶ月の自己評価をするコーナー。
コーナー開始時と、リスナーからの評価を受けた後の2回自己評価を行った。

- 白米のオトモあつめ
第35回（2022年5月30日）のみ。
収録時間がお昼なのでお腹がすくと天海が発言したことから企画されたコーナー。
リスナーから募集したご飯にあいそうなおかずやご飯のオトモを募集し、その中から天海が気になったものベスト3を発表する。

#### 火曜日 星谷美緒
- あたし、●●なんです！
第1回（2021年10月5日）のみ。
質問に対して星谷が回答していくコーナー。

- 企画・コーナー紹介
第1回（2021年10月5日）のみ。
今後実施していくコーナーの発表。
発表されたコーナー「NOT青春あるある」。

- 星谷さんの…ボヤキ
第2回（2021年10月12日）から開始。第27回（2022年4月5日）で終了。
星谷が体験したことをボヤいていくコーナー。

- NOT青春あるある
開始から第27回（2022年4月5日）まで隔週コーナー。第28回（2022年4月12日）から不定期コーナー。
第2回（2021年10月12日）から開始。第27回でレギュラーコーナーとしては終了。以降不定期実施となる。
第1回（2021年10月5日）はプレコーナーとして星谷のNOT青春話を披露。
青春を満喫できなかった星谷さん、そんな同じ境遇を持つリスナーのNOT青春あるあるを募集し、NOT青春をよき思い出にしていくコーナー。

- 星谷さんのキャラ作りプロジェクト！
第15回（2022年1月25日）から開始。第40回（2022年7月5日）で終了。
第13回（2021年12月28日）のお誕生日回でスタッフから「マスコットキャラクターを作ろう」をプレゼントされたことから始まった。
企画の最終的な完成形はフィギュアとなっている。フィギュアが実際に作成されるかは不明。ラジふぁぼ全体としてのキャラクターではなく、星谷のラジふぁぼとしてのキャラクター。
毎回、名前や性別・性格といったテーマを決めて、そのテーマに沿ったお便りをリスナーから募集してキャラクターの設定を星谷の癖とリスナーの癖をすり合わせて決めていくコーナー。

#### 水曜日 首藤志奈
- 企画・コーナー紹介
第1回（2021年10月6日）のみ。
今後実施していくコーナーの発表。
発表されたコーナー「首藤志奈のしゅきなもの～」、「求人チェッカー志奈」。

- 首藤志奈のしゅきなもの～
隔週コーナー。
第2回（2021年10月13日）から開始。第26回（2022年3月30日）で終了。
第1回（2021年10月6日）はプレコーナーとして実施。
毎回発表されるジャンルの中から首藤がなびいてしまうような「好きなもの」を募集。
首藤が「好きなもの」とリスナーから送られてきた「好きなもの」を比較してなびいたかどうかを判定する。

- 求人チェッカー志奈
第3回（2021年10月20日）から開始。第27回（2022年4月6日）で終了。
第1回（2021年10月6日）のコーナー紹介時にお試しで実施。
リスナーから送られてきたアルバイトの条件に、応募したいかどうかを首藤がジャッジするコーナー。

- みなさん、聞いてくださいよ～
第6回（2022年11月10日）から開始。第27回（2022年4月6日）で終了。
番組冒頭で首藤が最近ハマっているもの、好きなものを紹介していくコーナー。
正式なコーナー名は存在していないため、コーナー始めの最初のセリフをコーナー名としている。

- しゅきなハッピーバースデー
第11回（2021年12月15日）のみ。
誕生日回としてお誕生日企画を実施。

- 首藤志奈は厨二病なのか！
第15回（2022年1月12日）、第17回（2022年1月26日）に実施。
緊急企画としてスタッフが首藤のことを厨二病ではないかと思い、検証のために開始されたコーナー。

#### 木曜日 七海こころ
- 木曜日のみ・ど・こ・ろ
第1回（2021年10月7日）のみ。
今後実施していくコーナーの発表。
発表されたコーナー「プリン3日伝説」、「あなたのフォルダをふぁぼらせて♡」、「ここだけの「こころ」」。

- プリン3日伝説
第2回（2021年10月14日）から開始。第15回（2022年1月13日）で終了。
第1回（2021年10月7日）のコーナー紹介時にお試しで実施。
甘いものが苦手でプリンを3日かけて食べる七海のような珍しい人を募集するコーナー。街で見かけた人でも自分自身でもよい。
ワンクール勝ち抜き制で、最後まで残った人は殿堂入りとして名を刻まれる。ワンクール勝ち抜き制として実施していたが、七海とスタッフで協議した結果、リスナーから寄せられた「サクラナミキ」を超える存在はでてこないという結論に至ったためワンクールを待たずして伝説として認定した。 お便りを寄せたリスナーおよび伝説として認定された並木にトロフィーが贈呈された。トロフィーの最上部には通常トロフィー人形が取り付けられているが、プリン3日伝説で贈呈されたトロフィーにはプリンが取り付けられている。※トロフィーを贈呈されたリスナーはTwitterにて報告をしているため贈呈されたことが確認できているが、並木については報告がないため実際に贈呈されたのかは不明となっている。

- あなたのフォルダをふぁぼらせて♡
隔週コーナー。
第3回（2021年10月21日）から開始。第26回（2022年3月31日）で終了。
第1回（2021年10月7日）はコーナー紹介のみ。
写真には人柄が出るもの。写真を通してリスナーのことを知っていくコーナー。
七海が気に入ったものはラジふぁぼ公式Twitterで実際にいいねをつける。いいねボタンと尊いボタンがあり、七海が写真を見て押したいと感じたボタンを押す。

- ここだけの「こころ」
隔週コーナー。
第2回（2021年10月14日）から開始。第27回（2022年4月7日）で終了。
第1回（2021年10月7日）は七海自身の内緒話を披露。
リスナーの「こころ」の内に秘めたあんまり人にいえない内緒話を募集するコーナー。

- 今年を振り返り!みここ2021
第13回（2021年12月30日）のみ。
アニメ関係を中心に活動記録をあわせて2021年の七海を振り返るコーナー。

- プリン3日伝説～Season2～
第16回（2022年1月20日）から開始。第30回（2022年4月28日）で終了。
Season2は勝ち残り制ではなくワンクールの間に紹介した人の中から七海が伝説のオタクを決めるコーナー。
我こそはという伝説のオタクを募集。エントリーしたオタクの一覧がお便り募集のブロマガに掲載されている。[10]
第30回に伝説認定が行われ、伝説に認定されたリスナーにトロフィーが贈られた。トロフィーのデザインは「プリン3日伝説」の際のものと同一となっている。

- 予定を埋めましょ！GWクイズ！
第31回（2022年5月5日）のみ。
出不精である七海が充実した休みを過ごすためにGWの予定を楽しく考えていくお節介コーナー。
クイズに正解すれば七海の好きなスケジュールを、不正解の場合はスタッフの考えた予定を実行する。
後日ラジふぁぼ内にて決められた予定が実行できたかどうかの報告が行われた。

#### 金曜日 並木さくら
- かまへん！なんでも聞いて！
第1回（2021年10月8日）のみ。
並木が出された質問にパスすることなく答えていくコーナー。

- 企画・コーナー紹介
第1回（2021年10月8日）のみ。
発表されたコーナー「それ、ちゃいますよ！」、「あなたのフォルダをふぁぼらせて♡」、「ここだけの「こころ」」。

- こころちゃん、これだけは言わせて！
第2回（2021年10月15日）から開始。第13回（2021年12月31日）で終了。全10回。
木曜担当の七海がエンディングの際に質問したことに番組冒頭で並木が答えていくコーナー。
第4回（2021年10月29日）は「ゆーり、これだけは言わせて！」、第5回（2022年11月5日）は「さくち、これだけは言わせて！」、第14回（2022年1月7日）は「リスナー、これだけは言わせて！」として実施した。

- さくちの取扱説明書！
第2回（2021年10月15日）から開始。第26回（2022年4月1日）で終了。
さくちはこういうときどんなリアクションをする？というお題に、実際に並木が演じていくミニコーナー。

- それ、ちゃいますよ！
隔週コーナー。
第2回（2021年10月15日）から開始。。第25回（2022年3月25日）で終了。
第1回（2021年10月8日）はコーナー紹介時にお試しで実施。
並木さくらをもっと広めたいというテーマのもと、並木さくらにまつわる情報や噂を募集するコーナー。
情報や噂は嘘でもなんでもOK。嘘情報には並木が「それ、ちゃいますよ！」とツッコんで訂正していく。

- 声優 並木さくら
隔週コーナー。
第11回（2021年12月17日）から開始。第27回（2022年4月8日）で終了。
第9回にて並木が自身の行っているコーナーが大喜利系が多く、声優らしいコーナーをしていきたいといったことから始まった。
声優並木さくらをアピールしていくため、決められた設定で商品の成分表や仕様上の注意を朗読していくコーナー。

- 金曜日のさくらちゃん
第15回（2022年1月14日）から開始。第27回（2022年4月8日）で終了。
番組冒頭に金曜日で仕事等で疲れているリスナーを並木が労うコーナー。

- さくちの学力テスト！
特別企画。
第27回（2022年4月8日）に実施。1回のみ。
期末特別企画として番組内で「幼卒」と何度も発言する並木が番組パーソナリティとして教養を兼ね備えているのかを確認するコーナー。

## ゲスト
2本撮りのため2週続けてのゲスト出演となっている。
また、収録スケジュールの都合で各曜日のゲスト回にずれがある。

ゲスト月間として2022年2月、2022年8月にゲストを招いての放送が行われた。
月曜日 天海由梨奈
- 第20回（2022年2月14日）、第21回（2022年2月21日） 涼本あきほ
- 第44回（2022年8月1日）、第45回（2022年8月8日） 峯田茉優

火曜日 星谷美緒
- 第20回（2022年2月15日）、第21回（2022年2月22日） 和泉風花
- 第46回（2022年8月16日）、第47回（2022年8月23日） 守屋亨香

水曜日 首藤志奈
- 第21回（2022年2月23日）、第22回（2022年3月2日） 大西亜玖璃
- 第46回（2022年8月17日）、第47回（2022年8月24日） 内田秀

木曜日 七海こころ
- 第20回（2022年2月17日）、第21回（2022年2月24日） 神谷早矢佳
- 第44回（2022年8月4日）、第45回（2022年8月11日） 中澤ミナ

金曜日 並木さくら
- 第18回（2022年2月4日）、第19回（2022年2月11日） 渡部紗弓
- 第44回（2022年8月5日）、第45回（2022年8月12日） 西明日香

## 特別放送回

### 全員集合SP
生放送でラジふぁぼ全員集合回を実施。
ラジふぁぼMCお披露目！全員集合生放送SP - YouTube
全編無料で配信を行った。youtubeにアーカイブあり。
「#ラジふぁぼ」 冬のMC全員集合SP - YouTube
全編無料で配信を行った。youtubeにアーカイブあり。パーソナリティ全員の衣装はパジャマとなっている。
ラジふぁぼ真夏の全員集合SP - ニコニコ動画
前半のみ無料で配信を行った。ニコニコ動画にアーカイブあり。アーカイブは全編有料となっている。パーソナリティ全員の衣装は浴衣となっている。

### 曜日コラボSP
各曜日のパーソナリティが2週に渡って他の曜日にゲストとして出演。
ハロウィンウィークとしてパーソナリティが仮装をした。
月曜日 天海由梨奈
- 第4回（2021年10月25日）、第5回（2022年11月1日） 七海こころ

火曜日 星谷美緒
- 第4回（2021年10月26日）、第5回（2022年11月2日） 首藤志奈

水曜日 首藤志奈
- 第4回（2021年10月27日）、第5回（2022年11月3日） 並木さくら

木曜日 七海こころ
- 第4回（2021年10月28日）、第5回（2022年11月4日） 星谷美緒

金曜日 並木さくら
- 第4回（2021年10月29日）、第5回（2022年11月5日） 天海由梨奈

### ラジふぁぼお料理WEEK
冬のMC全員集合SP内のアンケートによって決まった料理回。

「丼×かわいい」をテーマにそれぞれのパーソナリティが作りたい丼料理を作る。
2本撮りのため、実際に料理を作ったのは第24回のみとなっており、第25回は料理が終わったあとの収録となっている。
月曜日 天海由梨奈
- 第24回（2022年3月14日）、第25回（2022年3月21日） ロコモコ丼

火曜日 星谷美緒
- 第24回（2022年3月15日）、第25回（2022年3月22日） エビチリ丼

水曜日 首藤志奈
- 第24回（2022年3月16日）、第25回（2022年3月23日） 梅しそ豚丼

木曜日 七海こころ
- 第24回（2022年3月17日）、第25回（2022年3月24日） ネギ塩豚丼

金曜日 並木さくら
- 第24回（2022年3月18日）、第25回（2022年3月25日） 海鮮丼

### 完全無料解放WEEK
完全無料開放WEEKとして第31回（2022年5月2日 - 2022年5月6日）の放送回を全編無料で配信を行った。

本放送は全編無料で放送されたが、アーカイブは有料となっている。

### ラジふぁぼ曜日生放送SP
曜日別としては初の生放送を実施した。

月曜日 天海由梨奈
- 第37回（2022年6月13日）

生放送企画としてリスナー参加でブラウザでプレイできる伝言ゲーム「Gartic Phone」を行った。
火曜日 星谷美緒
- 第38回（2022年6月21日）

生放送企画として通常放送時も実施している「星谷さんのキャラ作りプロジェクト！」および「みんなで青春しよう！」のコーナーをニコニコ生放送のアンケート機能を使用して行った。第38回放送時の「星谷さんのキャラ作りプロジェクト！」テーマは「キャラクターの名前」であり、最終的な名前をアンケートで決定した。「みんなで青春しよう！」は生放送バージョンとしてスタッフが用意した分岐ありのシナリオをアンケートの結果で進める形となった。
水曜日 首藤志奈
- 第37回（2022年6月15日）

生放送企画として通常放送時も実施している「ちょろくないぞ！しゅきなちゃん！」をニコニコ生放送のアンケート機能を使用して行った。
木曜日 七海こころ
- 第37回（2022年6月16日）

生放送企画としてニコニコ生放送のアンケート機能を使用して七海こころを目指せアンケートチャレンジを行った。アンケートの結果が「七海（77.3）%」または「こころ（55.6）%」を目指す企画。事前にどちらの結果を目指すか選択し、結果が選択した%と一致すればスタッフが自腹でご褒美が貰える。
金曜日 並木さくら
- 第36回（2022年6月10日）

生放送企画としてニコニコ生放送のアンケート機能を使用してさくちの39LOVEアンケートを行った。

## 用語
- アロマキャンドル

番組のセットとしてスタッフが用意した各曜日メンバーカラーのアロマキャンドル。どのメンバーカラーかは明言されていないがうち1つはメンバーカラーのものが見つからなかったため、スタッフが自作したものとなっている。ラジふぁぼ卒業イベントアフターパーティにおいてプレゼント企画として来場者にプレゼントされた。
- 美味しかったです！

第37回（2022年6月13日）の天海のラジふぁぼの放送において番組締めのコメントをする際に天海が「楽しかったです」と誤り「美味しかったです」といったことから。以降の放送において複数回番組ジングルとして使用された。
- かはんき

下半期のこと。首藤のラジふぁぼ発。首藤が第27回（2022年4月6日）の放送にて下半期を「はかんき」と読み間違えたことからできた言葉。以降ラジふぁぼ内では下半期という単語がでる度にリスナーから「かはんき」と言われるようになった。
- かめち

並木が飼っているというペットの亀の名前。実際に亀の写真が公開されたことがないため、イマジナリーペット説がある。また、ポケモンの名前に「かめち」という名前をつけていると話していたことから実際の亀ではなくポケモンという説もある。
- 火曜日

星谷のラジふぁぼ発の言葉。番組の放送尺が伸びることをいう。「火曜日」という単語が使われ始めたころは尺が伸びることを指していたが、次第に放送尺が1時間を超えることを指す言葉になっていった。「火曜日する」、「火曜日した」のように使われる。
- こんふぁぼわ

ラジふぁぼにおける挨拶。
- さくP音

並木のラジふぁぼにおいてピー音による規制がされること。初回放送からピー音が使われていた。当初は通常のピー音が使用されていたが、途中から並木が「さくぴー」と言っている音声による規制になった。また、口元を隠すためにラジふぁぼのロゴが映像の口元部分に被せられることや、モザイク処理がされることもある。
- サクラ・ナミキ

首藤のラジふぁぼにて首藤が持ち込んだ豆柴のぬいぐるみの名前。
- 39LOVE

架空の並木のファンクラブ名。会員の名称は「39LOVE会員」。
- ステラちゃん

星谷のラジふぁぼ内の「星谷さんのキャラ作りプロジェクト！」コーナーにて、星谷とリスナーの癖を煮詰めて作られたキャラクターのこと。
- ちょろい

一般的に使われている「ちょろい」と同じ意。首藤のラジふぁぼ発。番組内コーナー「首藤志奈のしゅきなもの～」において首藤が非常にちょろかったため、よく使われるようになった言葉。またあまりのちょろさにコーナー名が「ちょろくないぞ！しゅきなちゃん！」に変更された。
- 粘土細工のレリーフ

金曜パーソナリティである並木が作成した粘土細工のレリーフ。第36回（2022年6月10日）放送の並木のラジふぁぼから番組のセットに追加された。元々は並木が個人的に作ったものであったが並木が家に置いておくには怖いということで番組のセットとして持ち込んだ。ラジふぁぼ卒業イベントアフターパーティにおいてプレゼント企画として来場者にプレゼントされた。
- 癖

各曜日、取り分けて星谷のラジふぁぼにおいて濃い性癖の話題が多かったことから癖という言葉が多用されるようになった。
- へきっ

「へきっ」あるいは「ﾍｷｯ」。癖の鳴き声。癖の濃いトークになると「へきっ（ﾍｷｯ）」というコメントが多く見受けられる。
- ミオ・ホシタニ

番組のセットとして用意されたスタッフの私物であるピエロがモチーフの貯金箱の名前。並木のラジふぁぼ#8の「#並木さくら」のコーナーにリスナーから寄せられた大喜利の回答がそのまま名前になった。
- ミオ・ホシタニLv100

番組のセットとして用意されたスタッフの私物である小作人がモチーフの貯金箱の名前。

## イベント
| 開催日        | タイトル                                   | 会場                            | 備考                                       |
| ------------- | ------------------------------------------ | ------------------------------- | ------------------------------------------ |
| 2022年4月3日  | ラジふぁぼ音楽祭〜Half anniversary party！ | ニッショーホール（東京都）      | 昼夜2公演、配信あり                        |
| 2022年10月2日 | ラジふぁぼ卒業イベント                     | AKIBAカルチャーズ劇場（東京都） | 昼卒業イベント、夜アフタートーク、配信あり |